# Armadillidium albigauni
Armadillidium albigauni är en kräftdjursart som beskrevs av Arcangeli 1935. Armadillidium albigauni ingår i släktet Armadillidium och familjen klotgråsuggor. Inga underarter finns listade i Catalogue of Life.